# 由多ちゆ
由多 ちゆ（よしだ ちゆ）は日本の漫画家。『つぼみ』、『まんがタイムファミリー』など、主に芳文社の漫画雑誌で執筆を行っている。
2013年現在、『まんがタイムファミリー』（芳文社）で『はなとふたば』が連載されている。

## 作品リスト
- 神様とあめふらし - つぼみ（芳文社）
- わたしの花 - つぼみ（芳文社）
- くらいもり、しろいみち - つぼみ（芳文社）
- はなとふたば - まんがタイムファミリー（芳文社）
- 独り法師と嘘つき - ミステリーボニータ（秋田書店）
- 黄泉路ゆめうつつ - ミステリーボニータ（秋田書店）

## 単行本
- 『くらいもり、しろいみち』 芳文社〈まんがタイムKRコミックス つぼみシリーズ〉、全1巻
  1. 2012年2月13日発売 ISBN 978-4832241114